# David S. Wyman
Pour les articles homonymes, voir Wyman.
David Sword Wyman (6 mars 1929, Weymouth, Massachusetts, États-Unis - 14 mars 2018, Amherst dans le même État américain) est un historien américain de la Shoah.
Il est l'auteur d'importants ouvrages sur la réponse des États-Unis aux persécutions nazies et aux programmes d'extermination des Juifs, la Solution Finale.

## Holocaust
Dans son livre The Abandonment of Jews: America and the Holocaust 1941-1945 David Wyman accuse sa patrie, les États-Unis, et l'Angleterre  de n'avoir rien fait pour limiter l'ampleur de la solution finale, alors qu'il existait des moyens de sauver une partie des victimes. Le faible argument, selon Wyman, de ces deux puissances était que toute action marginale porterait atteinte à l'effort de guerre global. À partir de mai 1944 les bombardiers américains disposaient depuis l'Italie du Sud d'un rayon d'action suffisant pour atteindre Auschwitz et y détruire les fours crématoires. Mais les états-majors américains et britanniques  exigeaient que les bombardements ne soient dirigés que contre des objectifs industriels. L'industrie de la mort  organisée par les Allemands n'était pas une industrie dans le sens traditionnel du terme. Dans le voisinage du camp , par contre, un centre de production d'essence synthétique a été bombardé à deux reprises en août et en septembre 1944 alors qu'il était situé à moins de 8 kilomètres des chambres à gaz .

## Œuvres
- (en) Paper Walls: America and the Refugee Crisis, 1938-1941, University of Massachusetts Press, 1968.  (ISBN 0870230409)
- (en) The Abandonment of the Jews: America and the Holocaust, 1941-1945, Pantheon Books, 1984.  (ISBN 9780394428130)
- (en) David S. Wyman & Charles H. Rosenzveig, The World Reacts to the Holocaust, Baltimore & Londres, The Johns Hopkins University Press, 1996.  (ISBN 9780801849695)
- (en) David S. Wyman & Rafael Medoff, A race against death : Peter Bergson, America, and the Holocaust, New York : New Press distribué par W. W. Norton, 2002  (ISBN 1-565-84761-X)

En français :
- L'Abandon des Juifs. Les Américains et la solution finale, éd. Flammarion, 1987. (L'édition de 1992 a une Préface d'Élie Wiesel).

Article :
- (en) David S. Wyman, « Why Auschwitz wasn't bombed » in Gutman, Yisrael & Berenbaum, Michael. Anatomy of the Auschwitz Death Camp, Indiana University Press, 1998, p. 583.